# Más claro agua
Más claro agua a ser un programa de televisió espanyol presentat per Isabel Durán que se centrava en l'anàlisi de l'actualitat mitjançant un debat. El programa, emès per 13 TV de dilluns a divendres a les 11.40 hores, es va estrenar el 2 de juliol de 2012 sota el nom de La tertulia de Curri, ja que anteriorment era presentat per Curri Valenzuela. Després de l'abandó de la presentadora per a afrontar nous reptes professionals, la cadena va decidir finalitzar el programa, que va tenir la seva última emissió el 29 de juliol de 2016.

## Format
Más claro agua repassa la actualitat i compta amb l'opinió i l'anàlisi de diferents experts de l'àmbit de la política, l'economia i la societat. Durant els 135 minuts del programa, l'espai compta amb entrevistes, reportatges, debats i tertúlies per a desgranar les últimes notícies i tota l'actualitat de la jornada. D'altra banda, el públic hi pot participar a través del telèfon i el correu electrònic.

## Història
El dilluns 2 de juliol de 2012 a les 12.45 hores, 13 TV va estrenar La tertulia de Curri, un espai conduït per la periodista Curri Valenzuela que analitza l'actualitat diària mitjançant un debat. No obstant això, el dilluns 28 de gener de 2013, La tertulia de Curri va ser substituïda per Más claro agua, ja que Curri Valenzuela havia comunicat a la cadena la seva intenció de deixar el programa. Així, el format es va mantenir sota una denominació diferent i amb Isabel Durán com a presentadora. Curri Valenzuela va passar a ser analista ocasional del programa.
Finalment, després de 800 programes, Isabel Durán va anunciar el final de la seva etapa com a presentadora de Más claro agua a 13 TV. D'aquesta manera, la cadena va decidir cessar les emissions del programa per a buscar un altre format, de diferent temàtica, a partir de la temporada 2016/2017.

## Col·laboradors
Els comentaristes polítics habituals de la tertúlia van ser Alfonso Rojo, Julia Navarro, Jesús Cintora, Pilar Gómez, Manuel Marín, Miguel Ángel Rodríguez, Víctor Arribas, Carmen Tomás, Edurne Uriarte, Montse Suárez, Jaime González i Luis Losada Pescador.